# BSD Demon
BSD Demon, bijgenaamd Beastie, is de mascotte van BSD. 
De BSD daemon is genoemd naar een software daemon, een computerprogramma dat gevonden wordt op Unix-achtige besturingssystemen, die door een cartoon de vorm aanneemt van een mythische demon. De BSD demon heeft als bijnaam Beastie, wat een slordige fonetische uitspraak is van BSD. Beastie draagt een drietand om de afsplitsing te symboliseren van processen zoals uitgevoerd door een software-daemon. De FreeBSD-website heeft Evi Nemeths opmerkingen uit 1988 over de cultuur-historische daemons in het "Unix System Administration" handboek opgenomen: "Het oude-Grieken concept van een 'persoonlijke daemon' was gelijkaardig aan het moderne concept van een 'beschermengel' ... Daarom is de regel dat Unix-systemen besmet lijken te zijn met zowel daemons als demonen."

## ASCII afbeelding
Deze ASCII-kunst is een afbeelding van de BSD demon en gemaakt door Felix Lee Het verscheen in het opstartmenu van FreeBSD 5 en kan nog steeds als opstartafbeelding ingesteld worden. Het wordt ook gebruikt in de daemon_saver schermbeveiliging.
```
                ,        ,         
               /(        )`        
               \ \___   / |        
               /- 
_
  `-/  '        
              (
/\/ \
 \   /\        
              
/ /   |
 `    \       
              
O O
   
)
 /    |       
              
`-^--'
`<     '       
             (_.)  _  )   /        
              `.___/`    /         
                `-----' /          

   <----.
     __ / __   \          

   <----|====
O)))
==
) \) /
====
      

   <----'
    `--' `.__,' \         
                |        |         
                 \       /       /\

            ______
( (_  / \______/
 

          ,'  ,-----'   |          
          `--{__________)          
```